# Янкова, Елица
Элица Атанасова Янкова (болг. Елица Атанасова Янкова, 18 сентября 1994) — болгарская женщина-борец вольного стиля. Бронзовая призерка олимпийских игр 2016 года. Призерка Чемпионата Европы и Европейских игр.

## Карьера

### ЕИ 2015
На европейских играх 2016 года в финале проиграла азербайджанке Марие Стадник.

### ЧЕ 2016
На чемпионате Европы 2016 года в полуфинале проиграла знакомой азербайджанке Марие Стадник.

### ОИ 2016
На олимпийских играх 2016 года в полуфинале опять проиграла азербайджанке Марие Стадник.